# フィリップ・ツィーライス
フィリップ・ツィーライス（Philipp Ziereis, 1993年3月14日 - ）は、ドイツ・シュヴァルツホーフェン出身のサッカー選手。SpVggグロイター・フュルト所属。ポジションはディフェンダー。

## 経歴
2011-12シーズンの3. リーガ・ヴェルダー・ブレーメンII戦でデビューした。翌シーズン終了後にSSVヤーン・レーゲンスブルクが2. ブンデスリーガから降格したため、FCザンクトパウリに移籍した。ザンクトパウリではキャプテンも務めるなど。信頼された。
2022-23シーズンよりLASKリンツと3年契約を結んだ。
2025年6月2日、SpVggグロイター・フュルトに移籍した。